# Aloe laevigata
Aloe laevigata é uma espécie de liliopsida do gênero Aloe, pertencente à família Asphodelaceae.